# Frédéric Darras
Pour les articles homonymes, voir Darras.
Frédéric Darras, né le 19 août 1966 à Calais (Pas-de-Calais) et mort le 27 octobre 2010 à Maligny (Yonne) était un footballeur français qui évoluait au poste d'arrière droit. Il fut international Minime, Scolaire, Junior, Militaire, Espoir, B - France.

## Biographie
Né à Calais le 19 août 1966, Frédéric Darras tape ses premiers ballons dans le club de sa ville natale, l'ES Guines. 
Il y reste jusqu'à l'âge de 15 ans, lorsqu'il se fait repérer par Guy Roux alors entraîneur de l'équipe première de l'AJ Auxerre. Il évolue ensuite au FC Sochaux, puis au SC Bastia. 
Lors de l'intersaison 1996, en fin de contrat avec Bastia, il participe à Clairefontaine au stage de l'UNFP destiné aux joueurs sans contrat. 
Il rebondit en Angleterre à Swindon Town en D2 anglaise et finit sa carrière professionnelle au Red Star. 
Il continue de jouer par la suite en Division d'honneur à l'ÉS Reims Sainte-Anne où il commence sa carrière d'entraîneur. Il entraîne par la suite le GPR (Groupe des Portugais de Reims) et retourne dans la région auxerroise où il entraîne durant six ans les seniors de l'AS Chablis avec qui il monte de divisions deux années de suite.
Il décède d'une crise cardiaque le mercredi 27 octobre 2010 à Maligny (89) à l'âge de 44 ans.

## Carrière
- 1981-1992 : AJ Auxerre
- 1992-1994 : FC Sochaux
- 1994-1996 : SC Bastia
- 1996-1998 (janvier) : Swindon Town
- 1998 (janvier)-1999 : Red Star
- 1999-2001 : entraîneur de Reims Sainte-Anne
- 2001-2003 : entraîneur du GPR (Groupe portugais de Reims)
- 2004-2010 : entraîneur de l'AS Chablis (Promotion de District)[3]

## Palmarès joueur
- Champion de France de Troisième division en 1986 (AJ Auxerre)
- Vainqueur de la Coupe Gambardella en 1985 et 1986 (AJ Auxerre)
- Vainqueur de la coupe nationale des cadets en 1983 (équipe de la ligue de Bourgogne)
- Vainqueur du championnat national cadets en 1983 (AJ Auxerre)